# Moto Guzzi 350 GTS
De Moto Guzzi 350 GTS en Moto Guzzi 400 GTS waren motorfietsen die door Moto Guzzi werden geproduceerd in de tweede helft van de jaren zeventig.

## Voorgeschiedenis
In 1971 had Alejandro de Tomaso de fabriek van Benelli gekocht en in 1973 ook Moto Guzzi. Vanaf dat moment gingen beide bedrijven samen nieuwe motorfietsen ontwerpen, ontwikkelen en produceren. Voor het ontwerp had de Tomaso designers ingehuurd die al bij de ontwerpstudio's Ghia, Bertone en Pininfarina gewerkt hadden. Zij ontwierpen modellen met de in de jaren zeventig modieuze hoekige stijl. De technische ontwikkeling kon erg snel gaan omdat de techniek van de Honda-viercilinders gekopieerd werd. Al in het najaar van 1973 werden een aantal modellen aan het publiek getoond, waaronder een 500 cc viercilinder die als "Benelli" werd verkocht, en de Moto Guzzi 350 GTS.

## 350 GTS
De Benelli 500 Quattro had dezelfde cilindermaten als de Honda CB 500 Four, maar de Moto Guzzi 350 GTS was alleen uiterlijk gelijk aan de Honda CB 350. Boring en slag bedroegen 50 x 44 mm (Honda 47 x 50 mm). Het ontwerp was helemaal nieuw en er was geen enkel element te ontdekken dat herinnerde aan de oudere modellen van Moto Guzzi. In 1974 had de machine nog een ouderwetse trommelrem in het voorwiel, maar in 1974 werd die vervangen door een schijfrem. De 350 GTS werd geproduceerd in 1974 en 1975 en opgevolgd door de 400 GTS.

### Motor
De motor was een dwarsgeplaatste luchtgekoelde viercilinder lijnmotor met een enkele bovenliggende nokkenas. De twee kleppen per cilinder stonden onder een hoek werden bediend door tuimelaars. Het was een blokmotor (motor, koppeling en versnellingsbak zaten samen in één carter). Op het linker uiteinde van de krukas zat een wisselstroomdynamo. Er was een elektrische startmotor aan boord. De motor leverde 31 pk bij 9.200 tpm, iets minder dan de Honda (34 pk bij 9.200 tpm).

### Aandrijflijn
De krukas dreef via een morseketting een hulpas aan, die op haar beurt de meervoudige natte platenkoppeling aandreef. Daarna volgde de vijfversnellingsbak en de secundaire aandrijving verliep via een ketting.

### Rijwielgedeelte
De 350 GTS had een uit buizen opgebouwd dubbel wiegframe. Aan de voorkant zat een moderne hydraulisch gedempte telescoopvork en achter zat een swingarm met twee veer/demperelementen met buitenliggende schroefveren. Er waren vier uitlaten gemonteerd. In 1974 zat er een trommelrem in het voor- en achterwiel, in 1975 werd vóór een enkele schijfrem gemonteerd.

## 400 GTS
De 400 GTS verscheen al in 1975. Het was geen opgeboorde versie van de 350 cc motor, maar juist een verkleinde Benelli 500 Quattro. Daardoor kreeg hij een boring van 50 mm en een slag van 50,6 mm. Verder week de machine nauwelijks af van de 350 GTS. De 400 GTS ging in 1979 uit productie.

## Technische gegevens
| Moto Guzzi             | 350 GTS                                                                     | 400 GTS                                |
| ---------------------- | --------------------------------------------------------------------------- | -------------------------------------- |
| Periode                | 1974-1975                                                                   | 1975-1979                              |
| Categorie              | Toermotor                                                                   | Toermotor                              |
| Motortype              | OHC                                                                         | OHC                                    |
| Bouwwijze              | Dwarsgeplaatste viercilinder lijnmotor                                      | Dwarsgeplaatste viercilinder lijnmotor |
| Cilinder               | Aluminium                                                                   | Aluminium                              |
| Cilinderkop            | Aluminium                                                                   | Aluminium                              |
| Klepopstelling         | 8 Kopkleppen                                                                | 8 Kopkleppen                           |
| Klepbediening          | tuimelaars                                                                  | tuimelaars                             |
| Carburateur            | Dell'Orto VHB 20 D                                                          | Dell'Orto VHB 20 D                     |
| Ontsteking             | Bobine                                                                      | Bobine                                 |
| boring                 | 50 mm                                                                       | 50 mm                                  |
| slag                   | 44 mm                                                                       | 50,6 mm                                |
| Cilinderinhoud         | 345,5 cc                                                                    | 397,2 cc                               |
| Smeersysteem           | Wet-sump                                                                    | Wet-sump                               |
| Compressieverhouding   | 10,2:1                                                                      | 10,2:1                                 |
| Max. Vermogen          | 31 pk bij 9.200 tpm                                                         | 40 pk bij 9.000 tpm                    |
| Topsnelheid            | 150 km/h                                                                    | 170 km/h                               |
| Primaire aandrijving   | Tanwielen/hulpas                                                            | Tanwielen/hulpas                       |
| Koppeling              | Meervoudige natte platenkoppeling                                           | Meervoudige natte platenkoppeling      |
| Versnellingen          | 5 Voetgeschakeld                                                            | 5 Voetgeschakeld                       |
| Secundaire aandrijving | Ketting                                                                     | Ketting                                |
| frame                  | Dubbel wiegframe                                                            | Dubbel wiegframe                       |
| Wielbasis              | 1.370 mm                                                                    | 1.370 mm                               |
| Vering vóór            | Telescoopvork                                                               | Telescoopvork                          |
| Vering achter          | Swingarm met hydraulische schokdempers                                      | Swingarm met hydraulische schokdempers |
| Wielen                 | Vóór 2/1.85 x 18", achter 3/2.15 x 18"                                      | Vóór 2/1.85 x 18", achter 3/2.15 x 18" |
| Banden                 | Vóór 3.00 x 18", achter 3.50 x 18"                                          | Vóór 3.00 x 18", achter 3.50 x 18"     |
| Rem(men)               | 1974: Trommelremmen vóór en achter, 1975: Schijfrem vóór, trommelrem achter | Schijfrem vóór, trommelrem achter      |
| Gewicht                | 198 kg                                                                      | 175 kg                                 |
| Tankinhoud             | 17 Liter                                                                    | 17 Liter                               |